# Głodowo (powiat kościerski)
Głodowo (kaszb. Głodowò) – wieś  w Polsce, położona w województwie pomorskim, w powiecie kościerskim, w gminie Liniewo. 
Wieś pogranicza kaszubsko-kociewskiego,  położona na południe od Wietcisy, przy drodze wojewódzkiej nr . 
Miejscowość stanowi  sołectwo gminy Liniewo. W skład sołectwa wchodzą również osady Mestwinowo i Brzęczek. W części południowej sołectwo graniczy z rezerwatem leśny Brzęczek.
W latach 1975–1998 miejscowość należała administracyjnie do województwa gdańskiego.
Przez miejscowość przebiega nieczynna obecnie linia kolejowa nr 233, w miejscowości zaś  znajduje się stacja kolejowa Głodowo Kościerskie.